# Ewa Wawrzoń

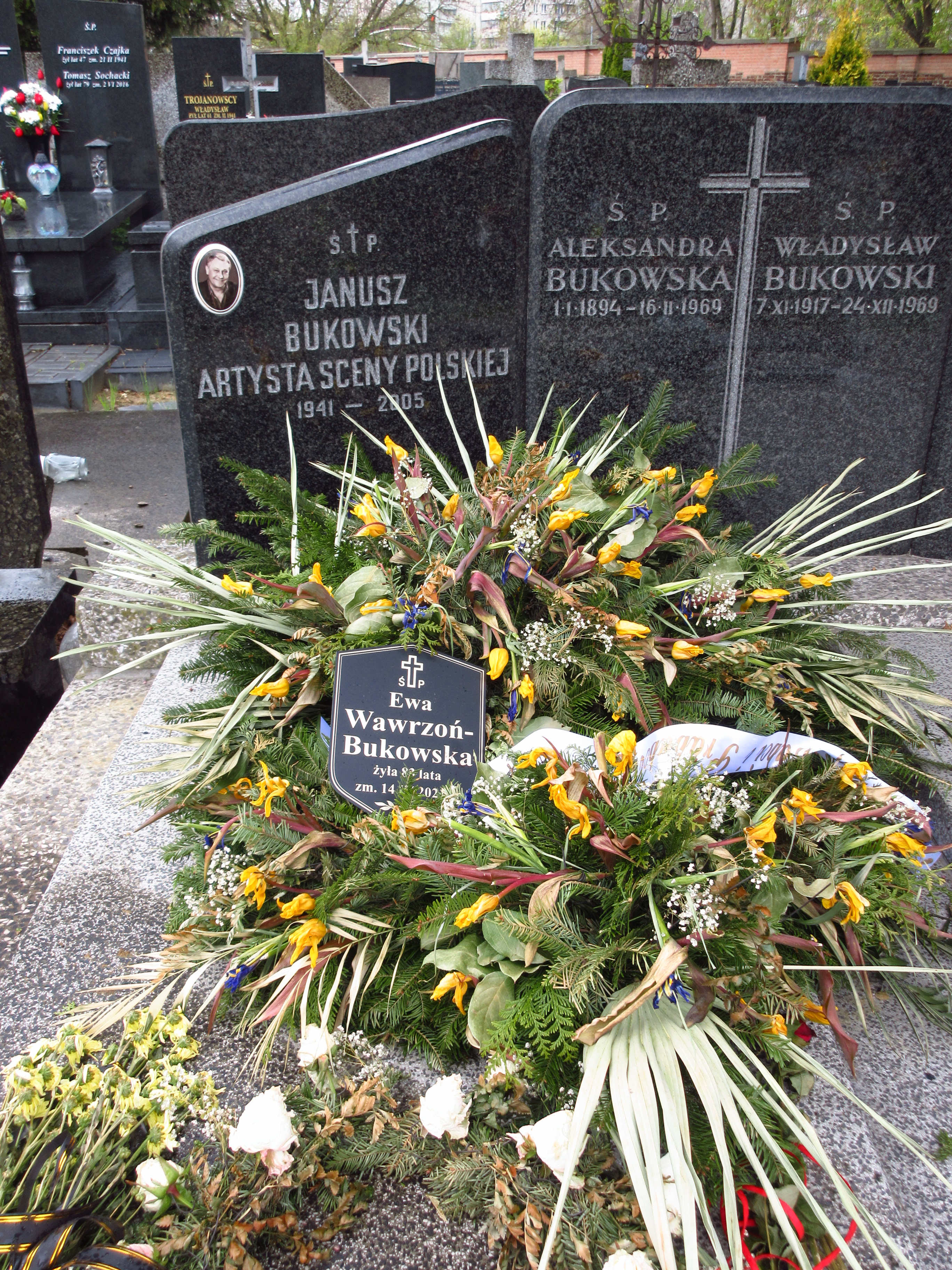
Grób Ewy Wawrzoń-Bukowskiej na cmentarzu Bródnowskim (2021)

Ewa Wanda Wawrzoń-Bukowska (ur. 11 maja 1937 w Katowicach, zm. 14 kwietnia 2021 w Warszawie) – polska aktorka teatralna, filmowa, telewizyjna i dubbingowa.

## Życiorys
W 1958 roku ukończyła studia na PWST w Krakowie. 3 lipca 1958 zadebiutowała w teatrze. W latach 1958–1962 występowała w Starym Teatrze w Krakowie, a równocześnie od 1961 do 1962 w Teatrze Ziemi Mazowieckiej w Warszawie. Od 1963 do 1969 roku była aktorką Teatru Powszechnego w Warszawie, w latach 1969–1971 i 1975–1976 Teatru Narodowego, i równolegle od 1971 do 1975 roku w Teatrze Studio w Warszawie. W latach 1977–1981 występowała w Teatrze Polskim w Szczecinie, a od 1981 w teatrach warszawskich: Dramatycznym (do 1984), 1984–1990 w Teatrze Nowym. Na początku lat 90. współpracowała z Teatrem Ochoty w Warszawie.
W 1959 roku otrzymała III Nagrodę w kategorii artystyczno-zawodowej w VI Ogólnopolskim Konkursie Recytatorskim.
Matka Agnieszki J.P. i Michała Bukowskiego, żona Janusza Bukowskiego. Pochowana została na cmentarzu Bródnowskim (kw. 54I-I-28).

## Filmografia
- 2002–2006: Samo życie – Stefania, babcia Kamila, dawna niespełniona miłość pana Lucjana
- 1995: Tato – sędzia
- 1965: Poznańskie słowiki – matka Pawła
- 1964: Mój drugi ożenek – Helusia
- 1963: Przygoda noworoczna – Anna Rączkowska
- 1963: Dwa żebra Adama – Helena Wiktusowa
- 1958: Ostatni strzał – Brygida

### Gościnnie
- 2009: Siostry – siostra Zwadowska (odc. 9)
- 2000: 13 posterunek 2 – wychowawczyni/historyczka
- 1999–2006: Na dobre i na złe – matka Sawickiego
- 1997–1998: 13 posterunek – wychowawczyni (sceny usunięte)
- 1991: Panny i wdowy (odc. 4)
- 1988–1991: Pogranicze w ogniu – pani Krauze, bibliotekarka w Bibliotece Uniwersyteckiej w Jenie
- 1988–1991: W labiryncie – Borg-Siedlecka, matka Marka, była prokurator przesłuchująca w czasie stanu wojennego Dorotę
- 1987: 07 zgłoś się – badylarka Marlena Brodzka, siostra zabitego Kazimierza w odc. 20
- 1973: Janosik – Wojtusiowa
- 1969–1970: Gniewko, syn rybaka – Gnebbowa (odc. 1)
- 1958: Pigułki dla Aurelii – pracownica kwiaciarni

### Polski dubbing
- 2007: Przygody Sary Jane
- 2004: Opowieści z Kręciołkowa
- 2004: Lucky Luke
- 2002: Jak to działa?
- 2002: Złap mnie, jeśli potrafisz
- 1976: Pinokio (wersja japońska) – Giulietta
- 1997: Polowanie na mysz
- 1995: Dzieciaki do wynajęcia
- 1991: Ali Baba
- 1990–1991: Muminki – ciotka Jane (odc. 27)
- 1989: Dommel – Beatrix
- 1987–1990: Kacze opowieści –
  - Kuchcia Śmieć, sąsiadka Sknerusa (75)
  - Główka, jedna z Sióstr BE (76)
- 1985: Porwanie – Matka Cwetanki
- 1971: Królowa Elżbieta – Maria Tudor